# Rushbrooke with Rougham
Rushbrooke with Rougham är en civil parish i distriktet West Suffolk i Suffolk i England. Parish har 1 200 invånare (2011).